# Алмаз-1А

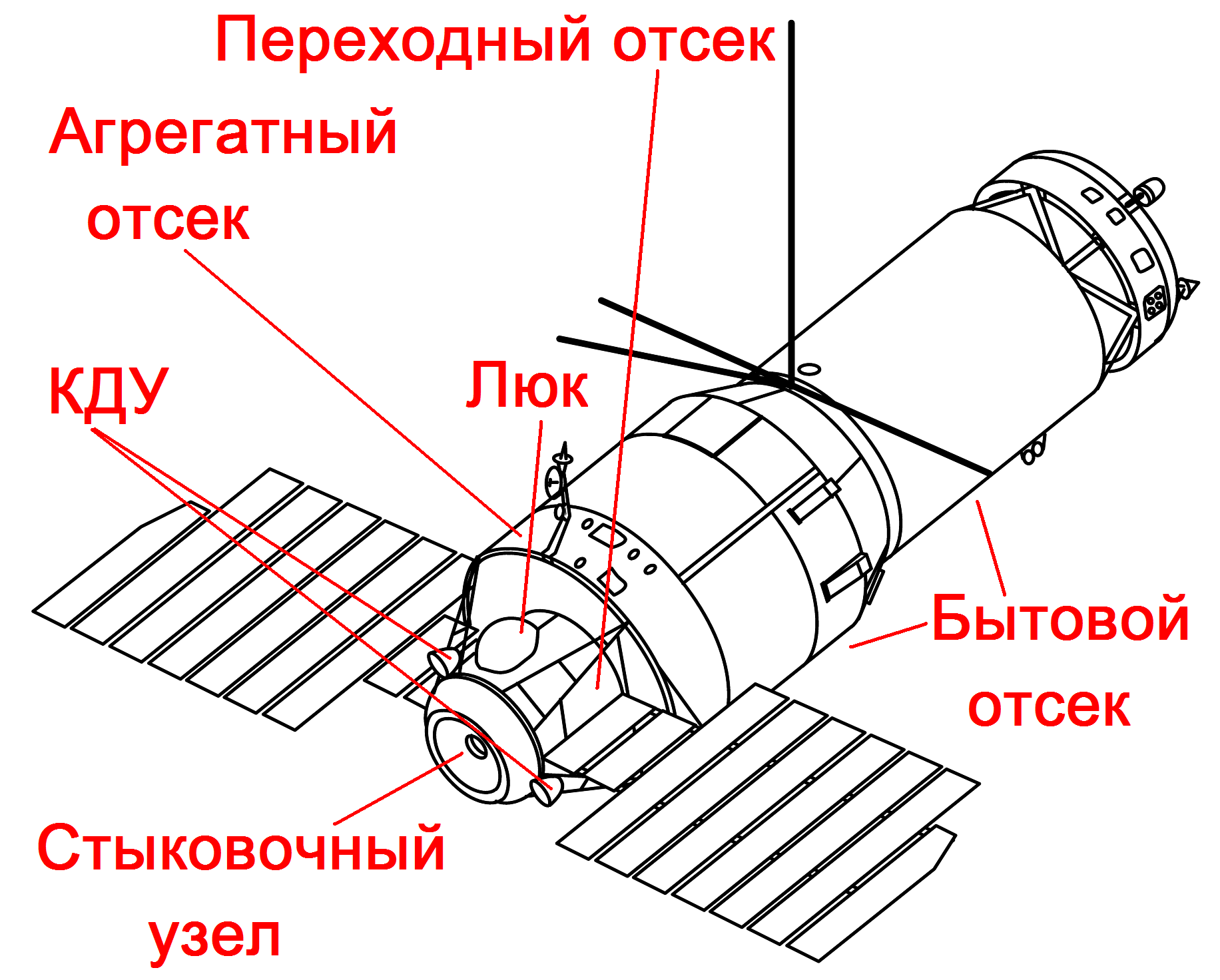
«Салют-2», «Салют-3» и «Салют-5»

Алма́з-1А — автоматическая орбитальная станция, созданная по программе «Алмаз-Т» с целью выполнения программ научного и экономического назначения, международного сотрудничества Министерства Обороны СССР. Основным назначением станции был радиолокационный обзор Земли с помощью РСА «Меч-КУ».

## Конструкция и история эксплуатации
Станция была создана изначально в беспилотном варианте. За базовый вариант была принята ОПС «Алмаз» (орбитальные станции «Салют-2», «Салют-3» и «Салют-5»).
Двухсторонний обзор не был реализован из-за нераскрытия антенны левого борта (ошибка циклограммы раскрытия). По этой причине съёмка полярных областей выше 72° с. ш. была возможно только при развороте КА на 180° вокруг вертикальной оси.
Расчётный срок существования был 30 месяцев. Однако повышенная солнечная активность в период полёта заставила каждые 24 суток (в среднем) проводить коррекцию орбиты. По этой причине запас топлива для коррекции орбиты был израсходован ранее прогнозированного. Управляемый свод КА с орбиты был проведён 17 октября 1992 года.
В ходе эксплуатации КА «Алмаз-1А» был накоплен обширный материал по радиолокационному зондированию Земли в S-диапазоне. Было проведено большое число уникальных экспериментов по зондированию морской поверхности, наблюдению течений, поверхностных проявлений внутренних волн, совместные многочастотные эксперименты с РСА иностранных КА. Широко использовалось зондирование под крутыми углами на малых дальностях, где потенциал РСА выше.

## Полезная нагрузка
РСА «Меч-КУ» — радиолокатор с синтезированной апертурой антенны разработки НПО «Вега».
Радиолокационная система включала в себя две волноводные антенные решётки размером 1,5 × 15 м, формирующие два отдельных луча.
Характеристики:
- Рабочая частота — 3 ГГЦ;
- Пространственное разрешение — 15 м;
- Поляризация сигналов — линейная горизонтальная;
- Излучаемая мощность — 190 Вт (импульсная), 80 Вт (средняя);
- Длительность зондирующего импульса — 0,07 и 0,1 мкс;
- Частота повторения импульсов — 3 кГц;
- Ширина луча САР на местности — 30 км;
- Ширина полосы захвата — 350 км;
- Протяжённость записи РЛ-изображения вдоль трассы — 20—240 км.

Состав:
- Резервная РСА, аналогичная использовавшейся на КА «Космос-1870»
- Радиометр с рабочими длинами волн 8 и 5 см, обеспечивающие съёмку в полосе шириной 600 км с пространственным разрешением 10—30 км и радиометрической точностью 0,3°.

Информация с борта передавалась на Землю с помощью спутника-ретранслятора «Луч» в цифровом виде. Ежедневно обеспечивалась обработка до 100 снимков.

## Интересные факты
- НПО Машиностроения и Hughes STX заключили контракт на использование РЛ-снимков с борта станции в США. Доходы от реализации составил 250 тыс. долларов, хотя первоначально планировалось продать на 2 млн долларов.
- Со станции «Алмаз-1А» была успешно произведена разведка ледовой обстановки вокруг теплохода «Сомов», зажатого льдами в Антарктиде в период полярной ночи, и выданы рекомендации по выводу его из ледового плена.